# Club Deportivo Fuerte San Francisco
Maillots
Le Fuerte San Francisco est un club de football salvadorien basé à San Francisco Gotera, fondé le 8 janvier 1953.

## Histoire
Le club évolue en première division salvadorienne pendant trois saisons, en 1990-1991, 1991-1992, et enfin 1992-1993. Il obtient son meilleur classement lors de la saison 1991-1992, où il se classe cinquième de la saison régulière, manquant de peu l'accession à la phase finale.

## Palmarès
- Championnat du Salvador de deuxième division (1)
  - Champion : 1990

- Championnat du Salvador de troisième division (7)
  - Champion : 1974, 1978, 2001 (Apertura), 2013 (Apertura), 2014 (Apertura), 2015 (Apertura), 2015 (Clausura)